# Peter Helm
Peter J. Helm (Toronto, 22 dicembre 1941) è un attore canadese.
Nato a Toronto, in Canada, apparve alla televisione statunitense fra il 1960 e il 1971.

## Biografia
Figlio del banchiere John F. Helm, appassionato di auto da corsa, morto nel 1950, ha una sorella, l'attrice Anne I. Helm.
Debutta in televisione nel settembre 1960. Ha interpretato la parte del diciannovenne ragazzo delle consegne senza nome, nella sitcom della CBS Pete and Gladys, interpretata da Harry Morgan e Cara Williams, nel secondo episodio della serie, Crime of Passion. Nel 1961 appare nell'episodio The Editor's Daughter della serie Window on Main Street, con Robert Young. Nello stesso anno ha recitato nell'episodio For The Living della serie Dr. Kildare con Richard Chamberlain.
Nel 1962 Helm è apparso nel ruolo di un giovane GI nel celebre film di guerra Il giorno più lungo. Nello stesso anno ha interpretato, insieme a Dale Robertson, un episodio della serie tv western Tales of Wells Fargo, e ancora nel ruolo di Ted Hailey in un episodio di Scacco matto, con Anthony George, Doug McClure e Sebastian Cabot. Nel 1963 è apparso nell'episodio The Wings of The Morning, della serie Tv Undicesima ora.
Fra il 1962 e il 1963, Helm è apparso in ben tre episodi della serie Carovane verso il West, con Myron Healey nel ruolo di suo padre. Nel 1963 ha interpretato il ruolo di Grover nell'episodio Incident in Paradise, nella serie TV Gli uomini della prateria (Rawhide) con Eric Fleming e Clint Eastwood, e nello stesso anno ha impersonato un giovane reporter nell'episodio, Smoke Screen nella serie drammatica dell'ABC, Il fuggiasco, insieme a David Janssen nel ruolo del Dr. Richard Kimble.

## Ruoli successivi
Nel 1964 Helm è apparso nel ruolo di Laslo in The Glory Among Men, episodio della serie Combat!, ambientata nella Seconda Guerra Mondiale. Ha partecipato per ben tre volte alla serie della NBC Mr. Novak, insieme a James Franciscus. È anche apparso per ben cinque volte in The Donna Reed Show, nel ruolo di Danny in The Love Letter (1960). Ha recitato anche in The Leopard's Spots, episodio della serie Io e i miei tre figli, e ancora nel ruolo di Bob Hyatt in The Chase of the Cheating Cancellor della serie Perry Mason, insieme a Raymond Burr.
Ha interpretato il personaggio di Gwylem in un episodio di Bonanza, Devil on Her Shoulder, recitando la parte di Milton Hopwood nel film Lo strano mondo di Daisy Clover (1965) con Natalie Wood. Nel 1966 è apparso nel ruolo di Zeb Hicks, nell'episodio, The Cave della serie TV western La leggenda di Jesse James.
Le sue ultime apparizioni furono nel ruolo di Alfred Dunne nell'episodio A Very Cool Hot Car, della serie Ironside, e nell'episodio Rookie della serie TV La famiglia Smith con Henry Fonda e Janet Blair. È anche apparso nel ruolo del Sergente Crane nel film Andromeda (1971). Helm in seguito lavorò come produttore in alcuni film come Ragazze nel pallone (2000), Tutto o niente e il film horror Drag Me to Hell.

## Vita privata
Sposato con Cynthia Lee Lonnegren dal 10 agosto 1977, ha due figli e una figlia, Tiffany Helm, da un precedente matrimonio con Brooke Bundy.

## Filmografia parziale

### Cinema
- Vacanze per amanti (Holidays for Lovers), regia di Henry Koster (1959)
- Il giorno più lungo (The Longest Day), regia di Ken Annakin, Andrew Marton e Bernhard Wicki (1962)
- Lo strano mondo di Daisy Clover (Inside Daisy Clover), regia di Robert Mulligan (1965)
- Andromeda (The Andromeda Strain), regia di Robert Wise (1971)

### Televisione
- Carovane verso il West (Wagon Train) – serie TV (1957)
- Pete and Gladys – serie TV, episodio 1x02 (1960)
- Scacco matto (Checkmate) – serie TV, episodio 2x30 (1962)
- The New Breed – serie TV, episodio 1x26 (1962)
- Going My Way – serie TV, episodio 1x08 (1962)
- Gli uomini della prateria (Rawhide) – serie TV, episodio 6x05 (1963)
- Ripcord – serie TV, episodio 2x34 (1963)
- Mr. Novak – serie TV, episodi 1x19-2x09-2x24 (1964-1965)
- The Nurses – serie TV, episodio 3x11 (1964)
- Bonanza – serie TV, episodio 7x06 (1965)
- Io e i miei tre figli (My Three Sons) – serie TV, episodio 5x35 (1965)